# Дуб звичайний велетень-1
Дуб звича́йний ве́летень-1 — ботанічна пам'ятка природи місцевого значення в Україні. Об'єкт розташований на території Локачинського району Волинської області, ДП «Володимир-Волинське ЛМГ», Губинське лісництво, квартал 14, виділ 16. 
Площа — 0,01 га, статус отриманий у 1972 році.
Охороняється віковий екземпляр дуба звичайного (Quercus robur) віком близько 350 років.